# Planeta małych ludzi
Planeta małych ludzi (ang. Little Human Planet) – brytyjski serial popularnonaukowy, w Polsce emitowany był na kanale CBeebies w latach 2012–2014. Serial powrócił do emisji w 2017 roku na pewien czas.

## Fabuła
Serial opowiada o życiu dzieci z całego świata. Maluchy mówią o sprawach bliskich każdemu przedszkolakowi.

## Obsada
- Ethan John – prezenter
- Lorna Laidlaw – prezenterka[2]

## Wersja polska
Wystąpili:
- Elżbieta Goetel

i inni
Opracowanie i realizacja wersji polskiej: Studio Tercja Gdańsk dla Hippeis Media International
Lektor tyłówki: Tomasz Przysiężny

## Spis odcinków
| N°  | Nieoficjalny polski tytuł               | Angielski tytuł                         |
| --- | --------------------------------------- | --------------------------------------- |
| 1.  | Pomagamy w Mali                         | Helping in Mali                         |
| 2.  | Moje życie nad rzeką Rio Negro          | My Life by the Rio Negro River          |
| 3.  | Zbieranie ignamów w Yap                 | Collecting Yams in Yap                  |
| 4.  | Życie w Etiopii i północnej Kanadzie    | Living in Ethiopia and North Canada     |
| 5.  | Zbieranie wody na ziemi Samburu         | Collecting Water in Samburu Land        |
| 6.  | Przygotowania do Festiwalu Orłów        | Preparing for the Eagle Festival        |
| 7.  | Festival Sing Sing w Papui-Nowej Gwinei | The Sing Sing Festival Papua New Gwinea |
| 8.  | Życie na oceanie w Malezji              | Living on the Ocean Malaysia            |
| 9.  | Moje życie w Mongolii                   | My Life in Mongolia                     |
| 10. | Życie w dżungli w Papui-Nowej Gwinei    | Life in the Jungle, Papua               |
| 11. | Moje życie na Grenlandii i Rio Negro    | My Life in Greenland and the Rio Negro  |
| 12  | Zbieranie wody w Mali                   | Collecting Water in Mali                |
| 13. | W brazylijskiej dżungli                 | In the Jungle of Brazil                 |
| 14. | Zwierzęta na całym świecie              | Animals Around the World                |
| 15. | Domy na całym świecie                   | Homes Around the World                  |
| 16. | Pomagamy i bawimy się                   | Helping and Playing                     |